# 大久保綾乃
大久保 綾乃（おおくぼ あやの、1985年8月4日 - ）は、日本の女優。
東京都出身。グラビアアイドルを経て女優になり、虚構の劇団及び吉住モータースに所属。2012年頃に所属事務所を退所し、その後の動向が長らく不明だった。

## 出演

### テレビドラマ
- 私の青空（2000年、NHK） - 中学生役
- 平成夫婦茶碗外伝「成田家の人々」第1話（2000年、日本テレビ） - 中学生 役
- はるちゃん5（2001年、東海テレビ） - 久谷未来 役
- ちゅらさん 第11話（2001年、NHK） - 中学生 役
- こちら第三社会部 最終話（2001年、TBS） - 真希 役
- 月曜時代劇人情しぐれ町「春の雲」第8話（2001年、NHK） - おはる役
- 月曜ミステリー劇場 「自治会長・糸井緋芽子社宅の事件簿」（2001年7月23日 - 2009年2月16日 TBS） - 糸井里佳子 役
- みちのく紅花街道殺人事件（2002年、テレビ朝日） - 島村智子 役
- 愛の劇場 新・天までとどけ（TBS/東北新社、2002年） - 横山マヤ役
- 火曜サスペンス劇場 「刑事・鬼貫八郎14」（2002年、日本テレビ）
- TEAM SP3（2002年、フジテレビ） - 大倉かな 役
- 天才柳沢教授の生活第1話（2002年、フジテレビ） - 小田麻里子 役
- 仮面ライダー555 第3・4話（2003年、テレビ朝日/東映） - 長田道子 役
- 爆竜戦隊アバレンジャー 第5話（2003年、テレビ朝日/東映） - 本多さやか 役
- 女と愛とミステリー 「多摩南署刑事・近松丙吉「依頼人の娘」（2003年、テレビ東京） - 佐伯加奈役
- 元カレ 第2話（2003年、TBS） - 今泉美知恵 役
- 土曜ワイド劇場「温泉医（ぽっかや）殺人事件カルテ4」（2004年、テレビ朝日） - 倉本陽子 役
- さよなら、小津先生スペシャル（2004年11月26日、フジテレビ）
- エースをねらえ!（2004年、テレビ朝日）
- 魔弾戦記リュウケンドー（2006年、テレビ東京） - 西園寺海 役
- 新マチベン 〜オトナの出番〜（2007年、NHK）
- みゅうの足パパにあげる（2008年8月、日本テレビ）
- 斉藤さん 最終話（2008年、日本テレビ）
- アイシテル〜海容〜 第7話（2009年、日本テレビ）
- ギネ 産婦人科の女たち（2009年、日本テレビ）
- カクセイ〜恐怖に目覚める6つのストーリー（2011年3月31日、フジテレビ）
- ブルドクター 第9話（2011年8月31日、日本テレビ） - 看護師 役
- 二月の勝者-絶対合格の教室- 第4話（2021年11月6日、日本テレビ）- 店長 役

### ラジオ番組
- .hack//Radio
- 鴻上尚史の生きのびるために笑う

### 映画
- プロムナイト（2002年） - 千夏 役
- DEKA WARS 〜正義の大捜査線!（2003年） - 井上美和 役
- GACHAPON!（2003年） - 三橋マキ 役
- 殺人ネット（2004年） - 倉橋陽子 役
- SHOWER（2004年） - 主演・沙織 役
- 渋谷怪談 サッちゃんの都市伝説・11話（2004年） - 主演・香奈枝 役
- When you wish upon a star（2006年） - 臼杵かおる 役
- クローズド・ノート（2007年、東宝、監督：行定勲）
- ネガティブハッピー・チェーンソーエッジ（2008年）
- 相棒 -劇場版II- 警視庁占拠! 特命係の一番長い夜（2010年）
- ロボジー（2011年）
- くも漫。（2017年） - かの看護師・あいり 役

### 舞台
- きらめく星座〜昭和オデオン堂物語 (2004年、制作：演劇キック、於：笹塚ファクトリー）
- イヌの日（2006年、制作:阿佐ヶ谷スパイダース、於：本多劇場ほか）
- 明日にかけるはし（2007年、制作：マルハンクラブ2プロデュース、於：新宿THEATER/TOPS）
- 監視カメラが忘れたアリア（2007年、制作：虚構の劇団、於：中野・ザ・ポケット）
- 心霊探偵八雲 いつわりの樹（2008年3月6日-13日、制作：オフィス・REN、於：青山円形劇場） - 木村麻衣 役
- グローブ・ジャングル（2008年、制作：虚構の劇団、於： シアターグリーン）
- 舞台版ドラえもん「のび太とアニマル惑星」
- The Reality show（制作：虚構の劇団、於：紀伊國屋ホール）
- アンダー・ザ・ロウズ（制作：虚構の劇団、於：座・高円寺1）
- 天使は瞳を閉じて（2011年8月2日-21日、制作:虚構の劇団、シアターグリーン BIG TREE THEATER）

### CM
- セルラー東京「マイタイムプラン」（2001年）
- TANITA万歩計「ポポロ」（2001年）
- M&M'sチョコレートmini（2002年）
- J-PHONE「プリカバージョン」（2002年）
- トリイ「紳士服のトリイ」（2003年）
- ファミリーマート「お帰りなさい（おでん篇）」（2008年）
- ユーキャン「チラシラブストーリー篇」（2011年）

## 写真集
- 『本当に!?』 彩文館出版 2002年 松田忠雄撮影
- 『ここに、いるよ。』 英知出版 2003年 田村浩章撮影

## 映像作品
- 『my Fairy Little Sister 〜ぼくのいもうと〜 第六章 大久保綾乃』 2003年
- 『瞬―mabataki―』 2003年